# District de Cusset
Le District de Cusset était une division administrative française du département de l'Allier de 1790 à 1795.
Il était composé des cantons de Cusset, Arfeuilles, Busset, Lapalisse, Le Mayet-de-Montagne, Saint-Germain-des-Fossés, Varennes-sur-Allier et Vichy.